# Oaled Sant Erwan
Oaled Sant Erwan est un foyer catholique bretonnant.
Créé en 1969 par Youenn Souffes-Després et son frère Alan, dans le quartier de St Martin à Brest c'est un foyer chrétien bretonnant qui était géré de 1994 à 1998 par Ivona Martin et Tepod Gwilhmod. 
Son objectif est de créer un lien social en breton dans un quartier de Brest par des cours pour enfants et adultes, des messes en breton, des pèlerinages en car. Le catéchisme a été enseigné en breton aussi bien sûr.
OSE a contribué aussi, seul sur le terrain avant que SKED n'existe, à la promotion de la langue bretonne en ville en faisant des traductions pour des commerçants, en apposant des panneaux bilingues, en interrogeant les élus, en distribuant des tracts et en apposant des affiches, de 1969 à 1998 à Brest. 
Elle proposait une bibliothèque très complète, aujourd'hui propriété de Emglev An Tiegezhioù, association de familles bretonnantes d'inspiration catholique et nationaliste bretonne. Ce centre a servi, avec ses petits moyens à susciter et à former nombre de militants et sympathisants de la langue bretonne pendant 30 années.